# Província d'Herat

Districtes de la província

La província d'Herat (farsi هرات) és una divisió administrativa de l'Afganistan al nord-oest del país. La capital és Herat. Té una superfície de 54.778 km² i una població (2002) d'1.182.000 habitants.

## Història
Vegeu: Herat
La província d'Herat a la meitat del segle xix incloïa el districte de Farah (entre Herat i Kandahar), que després en fou separat. El 1881 la formaven sis districtes: Ghorian, Sabzawar, Tarah, Bakwa, Kurak i Obeh. El 1901 la població s'estimava en mig milió de persones i estava dividida en nou districtes:
- Herat (ciutat) amb Nan Bulak
- Ghorian
- Sabzawar
- Karrukh
- Obeh
- Subah-i-Sarhaddi (incloent les comarques menors al nord del Koh Siah
- Chakcharan
- Shaharak
- Ghorat.

## Galeria

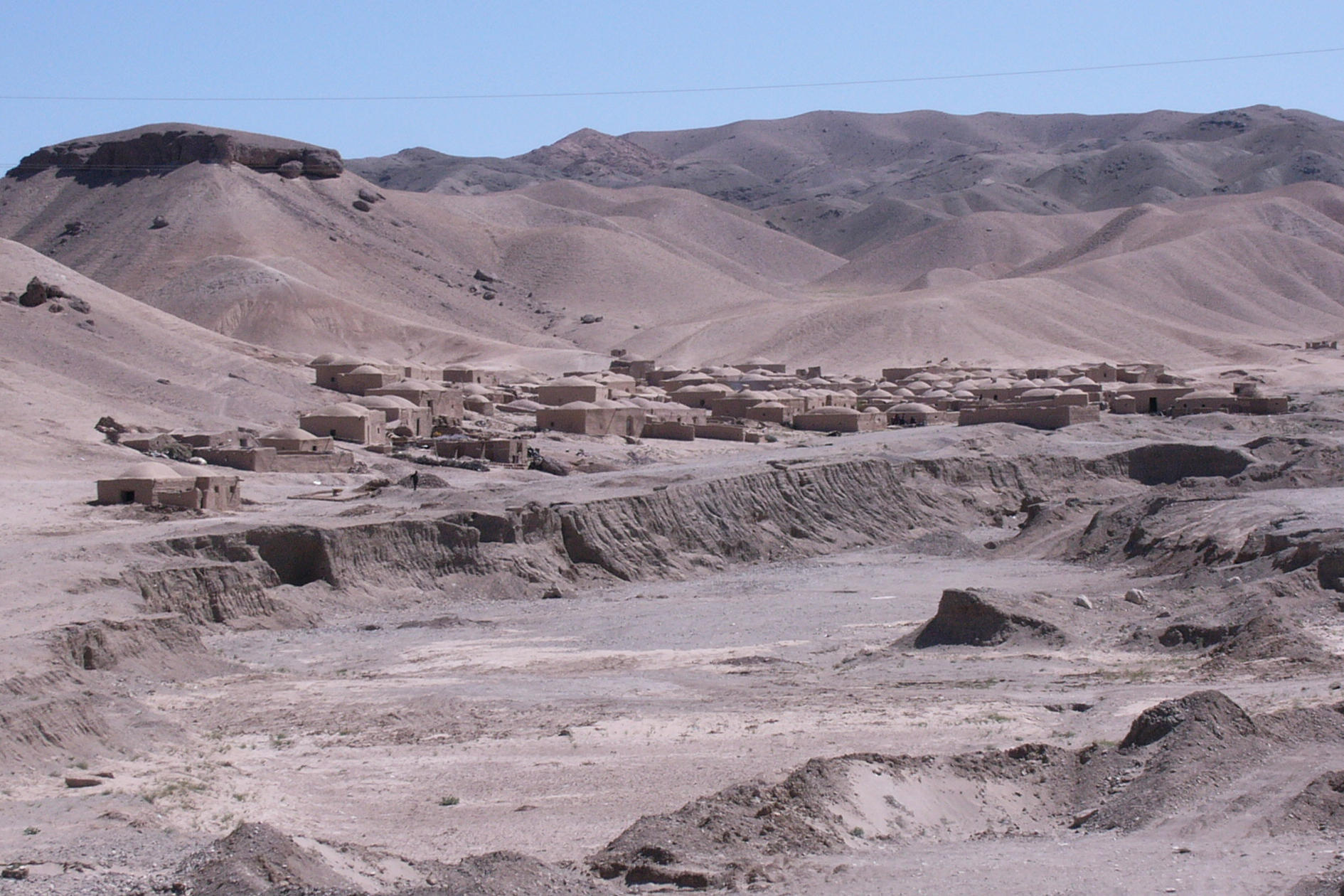
Ciutat
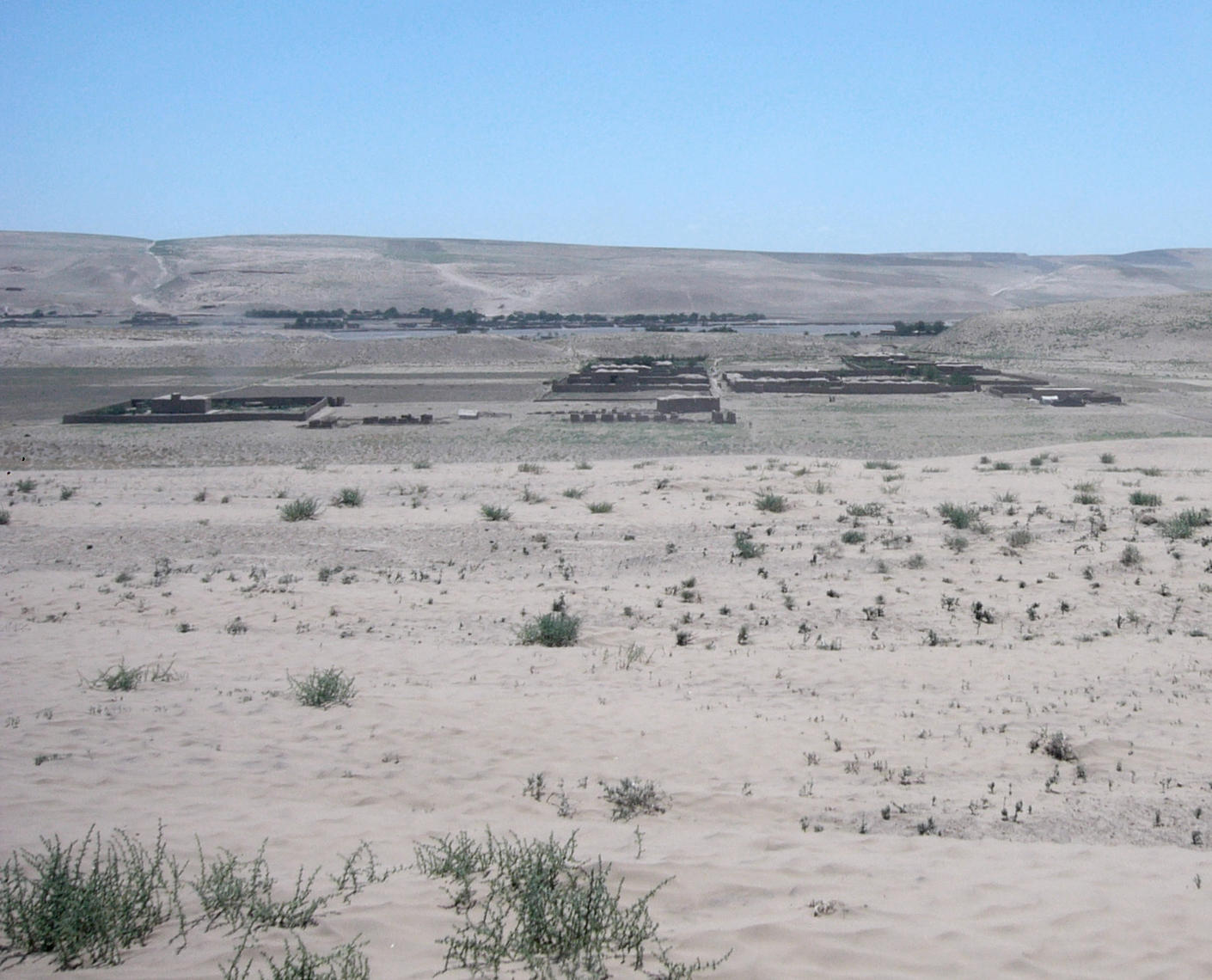
Granges
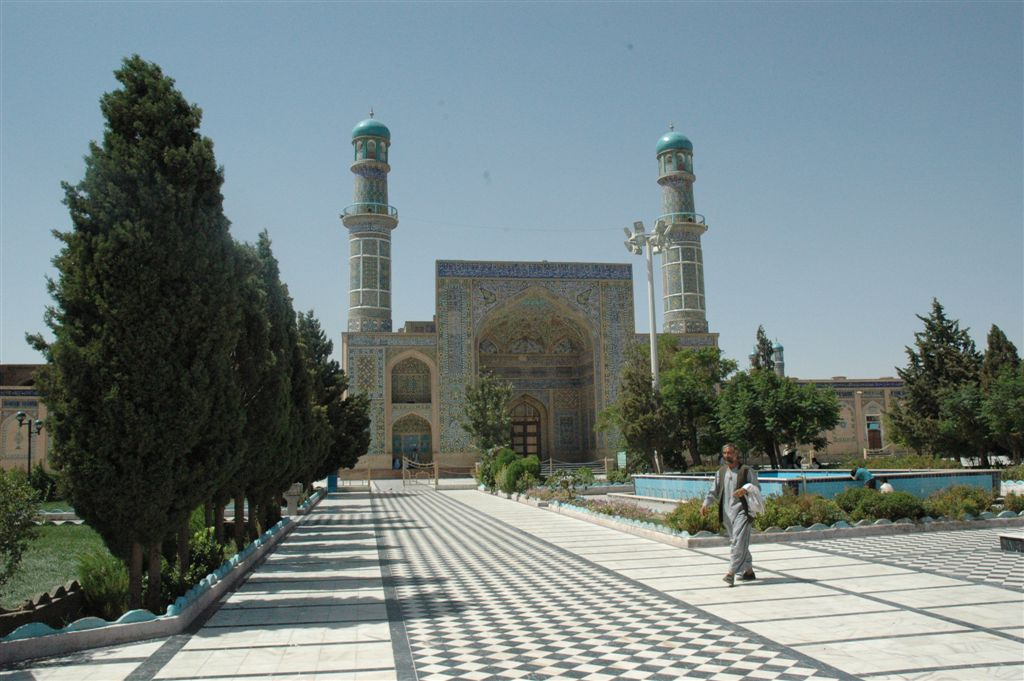
Mesquita

## Districtes
| Districte                       | Capital | Població | Àrea | Notes |
| ------------------------------- | ------- | -------- | ---- | ----- |
| Adraskan                        |         |          |      |       |
| Chishti Sharif                  |         |          |      |       |
| Farsi                           |         |          |      |       |
| Ghoryan                         |         |          |      |       |
| Gulran                          |         |          |      |       |
| Guzara                          |         |          |      |       |
| Hirat                           |         |          |      |       |
| Injil                           |         |          |      |       |
| Karukh                          |         |          |      |       |
| Kohsan                          |         |          |      |       |
| Kushk                           |         |          |      |       |
| Kushki Kuhna                    |         |          |      |       |
| Obe                             |         |          |      |       |
| Pashtun Zarghun (abans Foshanj) |         |          |      |       |
| Shindand (abans Sabzwar)        |         |          |      |       |
| Zinda Jan                       |         |          |      |       |